# Tipula curtisiana
Tipula curtisiana är en tvåvingeart som beskrevs av Alexander 1971. Tipula curtisiana ingår i släktet Tipula och familjen storharkrankar. Inga underarter finns listade i Catalogue of Life.